# Canadair CF-104
Canadair CF-104 (CF-111, CL-90) là một phiên bản sửa đổi của mẫu máy bay tiêm kích siêu âm Lockheed F-104 Starfighter, CF-104 được chế tạo tại Canada bởi hãng Canadair theo một giấy phép nhượng quyền sản xuất. Nó phục vụ trong Không quân Hoàng gia Canada và sau đó là Lực lượng Vũ trang Canada đến khi được thay thế bởi CF-18 Hornet.

## Thiết kế và phát triển
Vào cuối thập niên 1950, Canada đã xác định lại vai trò của mình trong khối NATO (Tổ chức hiệp ước Bắc Đại Tây Dương) với một lời cam kết về nhiệm vụ tấn công hạt nhân. Cùng lúc, Không quân Hoàng gia Canada (RCAF) bắt đầu tính đến việc thay thế loại máy bay Canadair F-86 Sabre được sử dụng như một "máy bay tiêm kích ban ngày" của NATO." Một cuộc cạnh tranh về máy bay tiêm kích quốc tế đã diễn ra liên quan đến những mẫu tiêm kích hiện nay đang hoạt động cũng như đang phát triển, bao gồm Blackburn Buccaneer, Dassault Mirage IIIC, Fiat G.91, Grumman Super Tiger, Lockheed F-104G Starfighter, Northrop N-156 và Republic F-105 Thunderchief. Dù RCAF ưu tiên trang bị F-105 với một động cơ Orenda Iroquois của hãng Avro Canada, nhưng sau đó dần dần sự lựa chọn về một máy bay tấn công-trinh sát đã coi chi phí cũng như hiệu năng là trên hết.

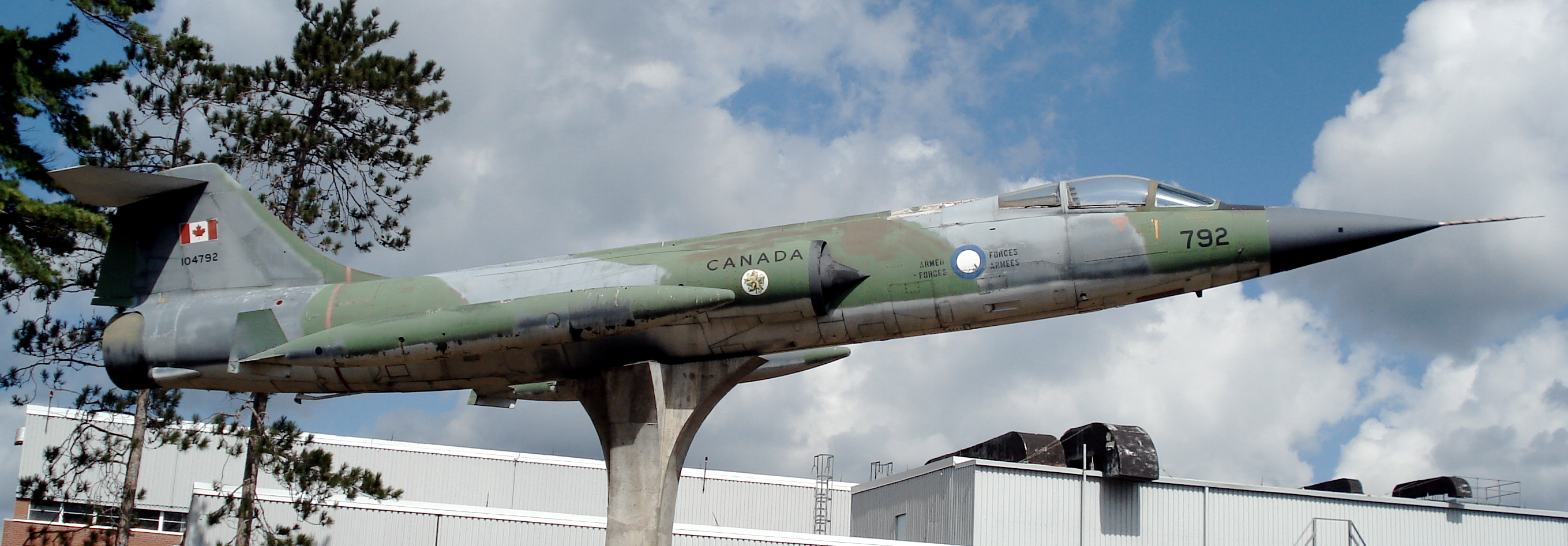
CF-104 trưng bay tại căn cứ CFB Borden

Chính phủ Canada đã có nhu cầu về một giấy phép sản xuất cũng như đã ưu đãi lời đề nghị của Lockheed là hợp tác với hãng Canadair ở Montreal. Ngày 14 tháng 8 1959, Canadair đã được chọn để sản xuất 200 máy bay cho RCAF dưới giấy phép sản xuất của Lockheed. Ngoài ra, Canadair cũng trúng thầu để sản xuất cánh, đuôi, theo dõi quá trình láp ráp và chế tạo các bộ phận thân máy bay khác cho 66 chiếc F-104G do Lockheed chế tạo dành cho Không quân Đức.
Canadair đã chỉ định những chiếc F-104 Starfighter là CL-90 trong khi phiên bản của RCAF đầu tiên có tên gọi là CF-111, sau đó đổi thành CF-104. Mặc dù về cơ bản giống với F-104G, nhưng CF-104 được tối ưu hóa về vai trò tấn công/trinh sát, nó được trang bị radar R-24A NASARR chỉ dành cho không đối đất cũng như trang bị thiết bị trinh sát ở bụng với 4 camera Vinten. Những sự khác biệt khác bao gồm cần tiếp nhiên liệu có thể di chuyển được, sử dụng một khẩu pháo 20-mm M61A1 đặt ở thân và bộ phận bánh đáp chính được lò xo mềm đàn hồi tốt và lốp đường kính lớn. Chuyến bay đầu tiên của CF-104 (số hiệu 12701) diễn ra vào ngày 26 tháng 5 năm 1961. Canadair CF-104 được chế tạo là 200 chiếc, cộng với 140 chiếc F-104G sản xuất cho Lockheed.

## Lịch sử hoạt động
CF-104 bắt đầu hoạt động trong biên chế của RCAF vào tháng 3 năm 1962. Ban đầu nó được thiết ekes như một máy bay tiêm kích đánh chặn tốc độ âm thanh, nó được sử dụng cho nhiệm vụ chính là tấn công ở độ cao thấp và trinh sát bởi RCAF. Các phi đội CF-104 đồn trú ở Châu Âu là một phần cam kết của Canada đối với NATO. Đến năm 1971, CF-104 được thêm vào vai trò tấn công hạt nhân, những chiếc CF-104 đã được trang bị vũ khí hạt nhân của Hoa Kỳ trong cuộc xung đột với các lực lượng của Khối Warszawa.
Trong thời gian hoạt động của mình, đã có khoảng 110 chiếc CF-104 bị mất do tai nạn, dẫn đến CF-104 có biệt danh là "Widowmaker" hay "Lawn Dart" trong không quân.
CF-104 đã được thay thế bởi CF-18 Hornet và ngừng hoạt động trong các đơn vị vũ trang của Canada vào năm 1987. Những máy bay còn lại được bán cho Thổ Nhĩ Kỳ.

## Các phiên bản
CF-104Phiên bản tiêm kích-ném bom một chỗ cho RCAF (không quân hoàng gia Canada).
CF-104DPhiên bản huấn luyện hai chỗ cho RCAF.

## Các quốc gia sử dụng

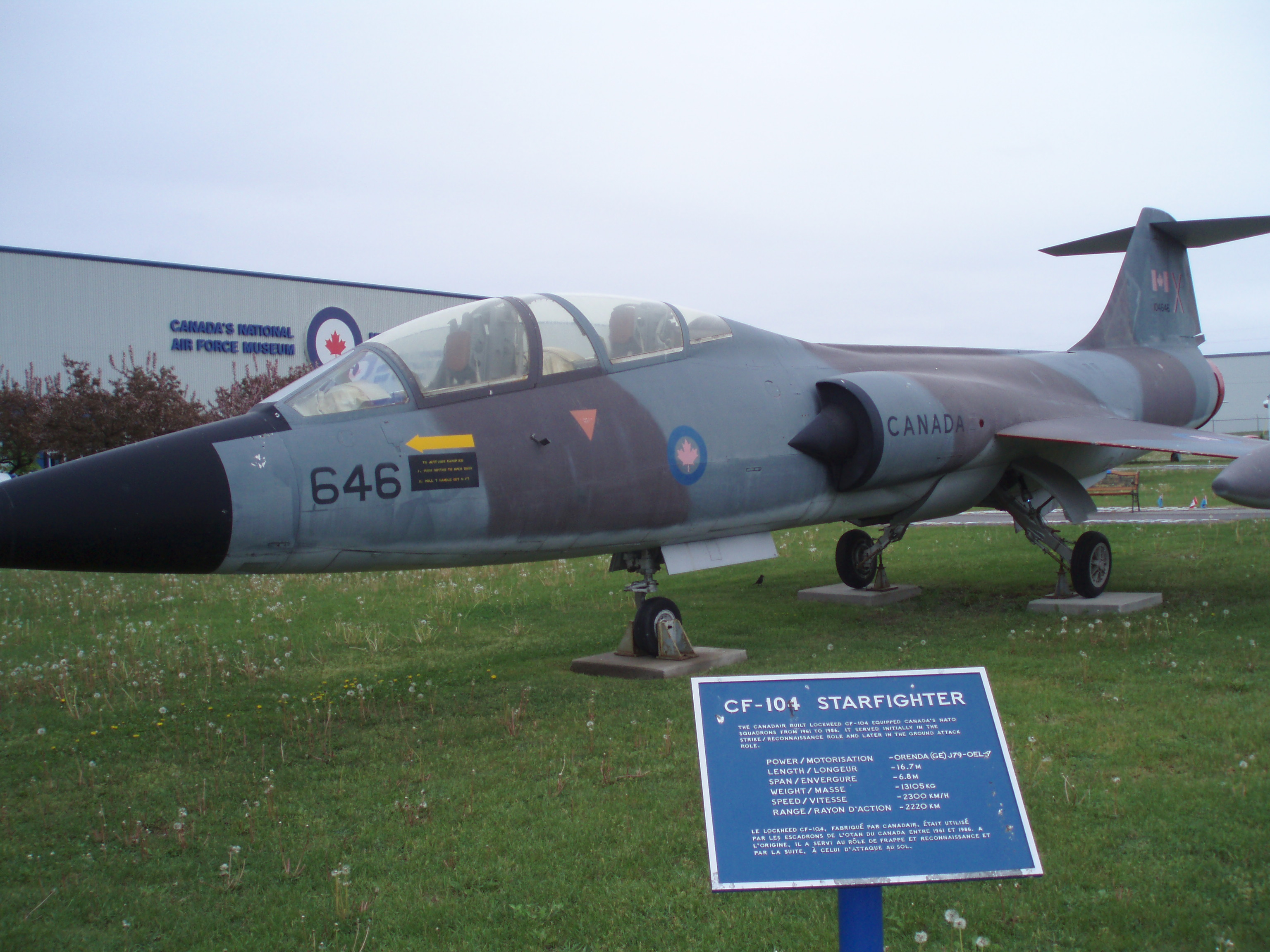
RCAF CF-104D tại Bảo tàng RCAF, Trenton, ON

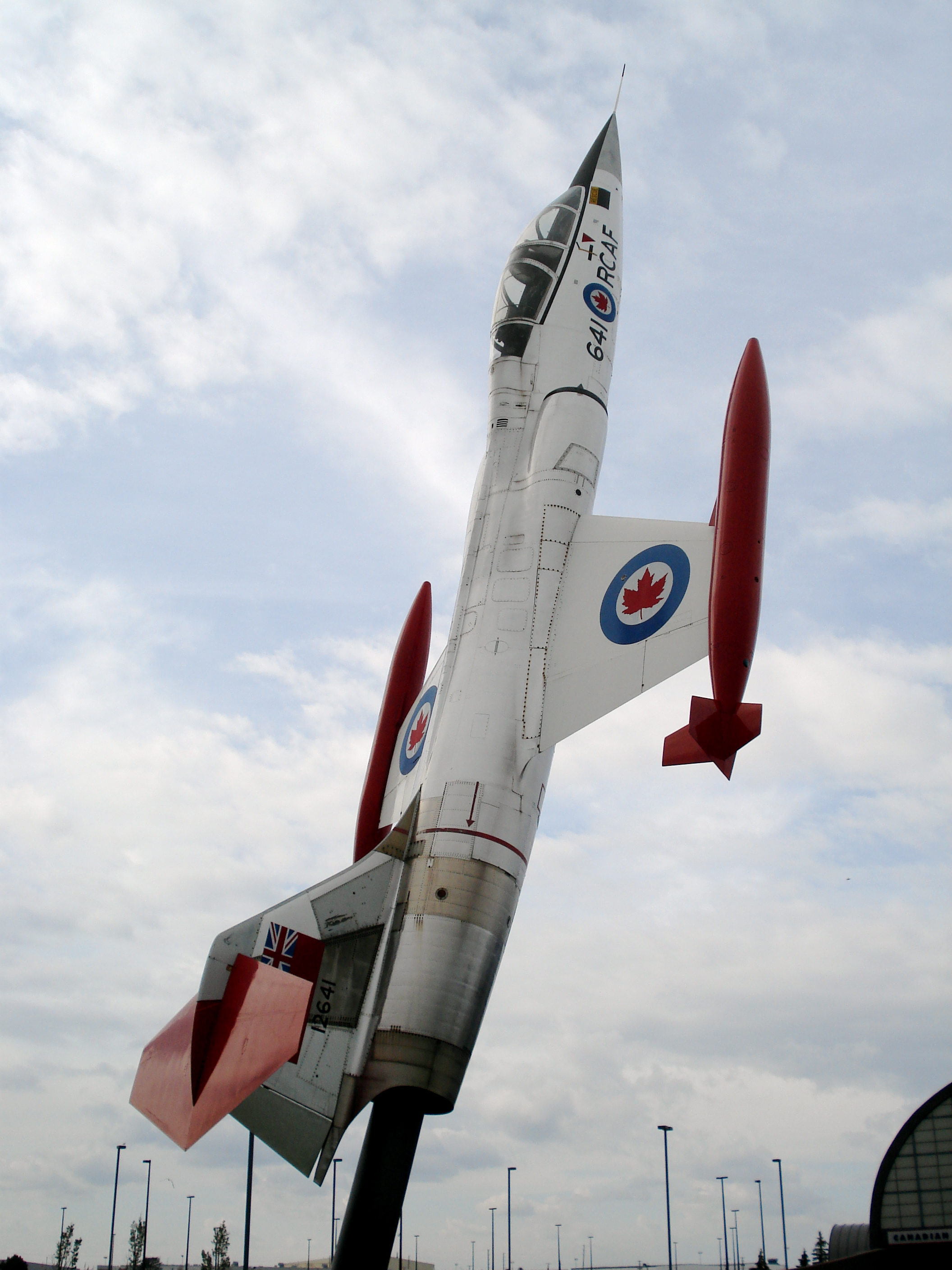
RCAF CF-104D tại một bảo tàng

Canada
- Không quân Hoàng gia Canada
- Lực lượng Vũ trang Canada
  - Phi đội số 417 RCAF
  - Phi đội số 421RCAF
  - Phi đội số 422 RCAF
  - Phi đội số 427 RCAF
  - Phi đội số 430 RCAF
  - Phi đội số 434 RCAF
  - Phi đội số 439 RCAF
  - Phi đội số 441 RCAF
  - Phi đội số 444 RCAF

 Đan Mạch
- Không quân Hoàng gia Đan Mạch
  - Sử dụng 15 CF-104 và 7 CF-104D.

 Na Uy
- Không quân Hoàng gia Na Uy
  - Sử dụng 22 CF-104 và 3 CF-104D.

 Thổ Nhĩ Kỳ
- Không quân Thổ Nhĩ Kỳ
  - Sử dụng 44 CF-104 và 6 CF-104D.

## Những chiếc còn lại
Đội Starfighters Demo
'Đội Starfighters Demo' dân sự có cơ sở tại Florida đang sử dụng 1 chiếc CF-104D (104632) và 2 chiếc CF-104 (số hiệu 104759 và 104850).
Một đội tình nguyện của Na Uy đã khôi phục khả năng bay cho một chiếc CF-104D (104637).

## Thông số kỹ thuật (CF-104)

### Đặc điểm riêng
- Phi đoàn: 1
- Chiều dài: 54 ft 6 in (16.7 m)
- Sải cánh: 21 ft 9 in (6.63 m)
- Chiều cao: 13 ft 5 in (4.08 m)
- Diện tích cánh: 196.1 sq ft (18.22 m²)
- Trọng lượng rỗng: 14.000 lb (6.300 kg)
- Trọng lượng cất cánh: 20.640 lb (9.365 kg)
- Trọng lượng cất cánh tối đa: 29.038 lb (13.171 kg)
- Động cơ: 1× động cơ đốt lần hai Orenda J79-OEL-7, 10.000 lbf (44 kN) và 15.800 lbf (66.7 kN) khi đốt nhiên liệu lần hai

### Hiệu suất bay
- Vận tốc cực đại: 1.146 mph (996 knots, 1.844 km/h)
- Tầm bay: 1.630 mi (1.420 nm, 2.630 km)
- Trần bay: 50.000 ft (12.000 m)
- Vận tốc lên cao: 48.000 ft/min (244 m/s)
- Lực nâng của cánh: 105 lb/sq ft (514 kg/m²)
- Lực đẩy/trọng lượng: 0.54 với trọng lượng tối đa

### Vũ khí
- Pháo 20 mm (0.787 in) M61A1 Vulcan
- Tên lửa: AIM-9 Sidewinder
- Bom, rocket và thùng nhiên liệu ngoài

## Nội dung liên quan

### Máy bay có cùng sự phát triển
- F-104 Starfighter
- Aeritalia F-104S

### Máy bay có tính năng tương đương
- English Electric Lightning
- Sukhoi Su-15

### Trình tự thiết kế
- Trình tự của Quân đội Canada:
  - CF-100 - CF-101 - CF-104 - CF-105 - CC-106 - CP-107
- Trình tự của hãng Canadair:
  - CL-66 - CL-84 - CL-89 - CL-90 - CL-215 - CL-217 - CL-227

### Danh sách
- Danh sách máy bay chiến đấu
- Danh sách máy bay quân sự Canada